# 大阪市交通局1200形電車
大阪市交通局1200形電車（おおさかしこうきゅうきょく1200がたでんしゃ）は大阪市交通局で使用されていた高速電気軌道（地下鉄）用通勤形電車。後年200形（2代）と改称・改番された。

## 概要
1200形は、製造時期によって内装等に仕様が異なる点があることから、「1200A形」と「1200B形」の2グループに区別される。
「1200A形」は、1号線（現・御堂筋線）の6両編成化と3号線（現・四つ橋線）の玉出駅延伸開業に備えて1958年（昭和33年）に23両が製造された。うち、1201 - 1207が近畿車輛で、1208 - 1211が日本車輌製造で、1212 - 1215が川崎車輛で、1216 - 1219がナニワ工機で、1220 - 1223が日立製作所でそれぞれ製造された。
「1200B形」は、3号線の終日2両編成化に備えて1959年（昭和34年）に1224 - 1228の5両がナニワ工機で製造された。

## 車体
「1200A形」は1100形に準ずる車体であるが、側扉が両開き式となったのが最も目立つ変更点で、関西地区の鉄道事業者では数少ない戸袋窓を持った両開き扉を採用した通勤形車両である。また戸袋窓と通常の窓が同じデザインをしている事も特徴の一つである（一般に戸袋窓を持つ鉄道車両の場合、戸袋窓は細長く、通常の窓と区別が容易）。このほか、車体塗装は従来のクリームと青に銀色の扉の組合せからクリームとオレンジのツートンカラーに、天井を除く内装はグレーがかった藤色から淡緑色に変更され、従前より非常に明るい印象になった。この塗装は5000形（後の50系）まで用いられたほか、1100形以前の在来車に対しても順次塗り替えが行われた。
「1200B形」はA形より床構造とファンデリアの数が変更されたほか、内装が天井を除いて塗装鋼板から着色のメラミン樹脂積層アルミ板に変更されて軽量化と塗装の省略が図られた。外観は、従来尾灯が左右の上部に外付けされていたのが窓下に埋め込まれたことと、ファンデリア数の変更に伴いカバーの形状が若干異なる程度で、大きな変化はない。

## 電装機器・制動装置
1100形と同じ機器類を採用しているが、制動装置に中継弁式電磁直通方式が採用された。1200B形では、電動発電機が交流式に変更され、空気圧縮機も小型化された装置に変更、台車についても、鋳鋼製から全溶接式の台車に変更するとともに、ブレーキシューもレジン製合成シューに変更されるなど、全体的に軽量化・近代化され、次に増備される5000形の試作的要素を取り入れた車両となった。

## 運用
性能的に同じ1100形と混結され、1号線と3号線で使用されていたが、1970年（昭和45年）の日本万国博覧会（大阪万博）を控え、御堂筋線は30系へ統一されることになったため、1100形同様に四つ橋線に転用される事になり、4両編成（のち5両編成化）の上使用されることになった。なお、緑木町検車場（現・緑木検車場）が開設されるまで、引き続き我孫子検車場所属であった。
1972年（昭和47年）の玉出 - 住之江公園間の開業に伴い同線は保安装置を打子式ATSからWS-ATCに変更されることになったため対応機器が設置され、車掌台側の前面窓が小型化された。1100形・50系同様、この改造は先頭に出る車両に対してのみ施工され、改造されなかった車両は実質的に中間車となった。また、制動装置もAMAR式からHSC式に変更されている。さらに1200A形については蛍光灯カバーの撤去と灯数削減がこの時に行われている（1200B形については5700形への改造時に蛍光灯カバー撤去を実施）。
旧20系を10系に改番する前の1975年（昭和50年）に、当形式は200形（2代）と改称・改番（元番号-1000）された。100形同様、塗装もツートンカラーからアッシュグリーン地にラインカラー（当時は四つ橋線配置なのでビクトリアブルー）帯入りに変更され、引き続き100形と混結されて四つ橋線で使用された。またこの頃、1200A形の一部車両の標識灯が、1200B形同様の腰板部に移設されている。
しかし、1両に全ての電気機器を搭載する本形式は、車両検修の合理化を図るために、電装解除・運転台撤去して中間付随車の5700形に改造した上で、谷町線に転用して50系に組み込む事になり、中央線所属の800・900形に引き続き、1980年（昭和55年）から1981年（昭和56年）にかけて転属した。但し、転属と同時に電装解除された車両は少なく、電動車のまま50系の中間に入り、6M編成で使用された車両の方が多かった。結局、5700形化は1984年（昭和59年）にようやく終了した。
なお、前照灯・標識灯は撤去されなかったため、外観上はそのままであった。

## 終焉
5700形への改造終了後も、貫通路へのドア設置や側扉のステンレス製ドアへの交換などの小改造が行われたが、20系30番台と22系の導入、更には老朽化のため、1989年（平成元年）から1991年（平成3年）かけて全車廃車された。

## 編成表

### 1981年
谷町線
Mc-M′-T-T-M-M′c
5000-5500-5700-5700-5000-5500
5054-5554-5705-5704-5044-5544
5072-5572-5713-5708-5042-5542
5087-5594-5721-5728-5094-5587
Mc-M′-M-M′-M-M′c
5000-5500-200-200-5000-5500
5062-5562-209-210-5065-5565
5078-5557-211-212-5057-5578
5047-5547-227-226-5051-5551
5055-5555-203-202-5048-5548
5069-5592-223-220-5092-5569
5075-5575-207-214-5083-5583
5086-5589-217-222-5089-5586
四つ橋線
Mc-M-M-M-Mc
200-200-200-200-200
201-218-206-219-216
215-   -   -225-224